# Kara-kum
A Kara-kum, vagy más forrásokban Karakum és Gara Gum (am. „fekete homok”) (türkménül Garagum, oroszul Каракумы [Karakumi]) egy sivatag Közép-Ázsiában. Türkmenisztán területének 70%-át foglalja el, kiterjedése 350.000 km².
Népsűrűsége alacsony, átlagosan 6,5 km²-enként él egy ember. Csapadékban ritka, egyes területein évtizedekig nem esik az eső.

## Elhelyezkedése
A Kara-kum sivatag a mai Türkmenisztán területén terül el, nyugatról a Kaszpi-tenger, északról az Aral-tó, és az Amu-darja folyó, északkeletről a Kizil-kum sivatag határolja. Az Aral-tó vízszintjének apadásával, a korábbi tómeder helyét a terjeszkedő Aralkum foglalta el, amelynek területe közelítőleg 40 000 km². Az Aral-tó vízszintje az idők során mindig ingadozó volt, azonban a napjainkban tapasztalható kiszáradásért a Szovjetunió öntözéses gazdálkodása a felelős. Habár az Északi-Aral-tó vízszintje emelkedik, a Déli-Aral-tó vize továbbra is süllyed, így növelve a sivatag területét.
Az Aralkum homokja sós mocsár, amely finoman eloszlatott sókőzetekből, és alkálifém-telepek maradványából áll, amely az öntözött területekről mosódott a medencébe. Az erős kelet-nyugati irányú légáramok a homokkal együtt növényvédő szer maradékot visznek magukkal, egészen az Antarktiszig, ahol a pingvinek vérében is kimutatható. Arali homokot találtak grönlandi gleccserekben, norvég erdőkben, és orosz földeken is.

## Vízrajza
Délen, a Hindukus hegységben eredő Morghab és Tejen folyók nyugati irányban folynak a sivatagon keresztül, ahol aztán elszáradnak.
A sivatagot átszeli a világ második legnagyobb öntözőcsatornája, a Karakum-csatorna. 1954-ben kezdték építeni, építése 1967-ben fejeződött be. Jelenleg 1375 km hosszú, évi vízhozama 13-20 km³. A csatorna repedéseinél az elszivárgó víz kisebb tavakat, pocsolyákat hozott létre, minek következtében a talajvíz megemelkedett, és a talaj sótartalma megnőtt.

## Földrajza
A Kara-kum sivatag kőolajban, és földgázban nagyon gazdag, valamint itt található a világ harmadik legnagyobb kénlelőhelye. A jelentős földgázmennyiség egyik látványos jele a Derweze gázkráter.

## Közlekedés
A sivatagon vezetett át az egykori selyemút, ma pedig a transz-kaszpi vasútvonal.

## Fordítás
Ez a szócikk részben vagy egészben  a   Karakum Desert című angol Wikipédia-szócikk fordításán alapul.  Az eredeti cikk szerkesztőit annak laptörténete sorolja fel. Ez a jelzés csupán a megfogalmazás eredetét és a szerzői jogokat jelzi, nem szolgál a cikkben szereplő információk forrásmegjelöléseként.